# Снеговете на Килиманджаро (филм, 1952)
„Снеговете на Килиманджаро“ (на английски: The Snows of Kilimanjaro) е американска драма, излязла по екраните през 1952 година, режисиран от Хенри Кинг с участието на Грегъри Пек, Ава Гарднър и Сюзън Хейуърд в главните роля. Филмът е екранизация по едноименната повест на Ърнест Хемингуей.

## Сюжет
Раненият при лов в Кения писател Хари Стрийт (Грегъри Пек), лежи в палатката си в подножието на величествения Килиманджаро. Неговата съпруга Хелън (Сюзън Хейуърд) се опитва да разсейва мисълта за смъртта, която е обсебила писателя, който започва да си припомня целия живот, който е изживал, любовите, страданията, успехите и несполуките в житейски и творчески план. Пред очите му минават първите му стъпки като писател в Париж, където се запознава с любовта на живота си Синтия (Ава Гарднър), войната в Испания, където тя загива, срещата му с настоящата съпруга, и накрая любимата му Африка, която може да постави фаталния край на един изпълнен с радост, но и с голяма болка и страдания живот.

## В ролите
| Актьор         | Роля             |
| -------------- | ---------------- |
| Грегъри Пек    | Хари Стрийт      |
| Ава Гарднър    | Синтия Грийн     |
| Сюзън Хейуърд  | Хелън            |
| Хилдегард Кнеф | графиня Елизабет |
| Емет Смит      | Моло             |
| Лео Керъл      | чичо Бил         |
| Торин Тачър    | мистър Джонсън   |
| Марсел Далио   | Емил             |
| Леонард Кери   | д-р Симънс       |
| Пол Томпсън    | шаман            |
| Ава Норинг     | Беатрис          |
| Хелън Стенли   | Кони             |

## Награди и номинации
- 1953 - Номинация за Оскар за най-добра кинематография
- 1953 - Номинация за Оскар за най-добра дизайн